# Епітеліальні куприкові ходи
Епітеліальний куприковий хід (англ. Pilonidal sinus) (синоніми: пілонідальна кіста, дермоїдна кіста, кіста куприка, пілонідальний синус) — вроджена аномалія шкіри та підшкірної жирової клітковини в крижово-куприковій ділянці, яка зустрічається у 1-3 % населення. Являє собою кісту чи абсцес біля чи у міжсідничній щілині, що часто містить шматочки волосся та шкіри. Неускладнений куприковий хід може тривало не турбувати пацієнта, але при травмі або інфікуванні виникає нагноєння (абсцес, флегмона), яке при неадекватному лікуванні переходить у хронічну форму — вторинну гнійну норицю.

## Етимологія
«Пілонідальний» означає «гніздо з волосся», і походить від латинських слів «волосся» (pilus) та «гніздо» (nidus). Термін вперше використаний Гербертом Майо у 1833 році. R. M. Hodges був першим, хто використав термін «пілонідальна кіста», щоб описати цей стан у 1880 році.

## Симптоми
Пілонідальні кісти часто дуже болючі й зазвичай з'являються у віці 15-35 років. Хоча її зазвичай знаходять біля куприкової кістки, кіста може вражати пуп, пахви чи район геніталій, хоча в цих місцях трапляється набагато рідше.
Деякі люди з пілонідальною кістою не відчувають жодних симптомів.

### Пілонідальний синус
Синусовий прохід, або маленький канал, може початись від джерела інфекції та відкриватись на поверхні шкіри. Матеріал з кисти може витікати через пілонідальний синус. Пілонідальна кіста зазвичай болюча, але при осушуванні пацієнт може не відчувати болю.

## Причини
Однією із запропонованих причин пілонідальних кіст є вросле волосся. Вважається, що надмірне сидіння збільшує схильність людей до цього захворювання, тому що збільшується тиск на район куприка. Травми скоріш за все не спричинюють пілонідальні кісти, хоча такий випадок може стати результатом запалення існуючої кісти. Є випадки, коли це трапилось через кілька місяців після локального пошкодження цієї області. Сильне потовиділення також може зробити внесок у розвиток пілонідальної кісти. Волога може заповнити розтягнений волосяний фолікул, що допомагає створити середовище з низьким вмістом кисню, сприятливе для розмноження анаеробних бактерій, яких знаходять у пілонідальних кістах. Присутність бактерій та низькі рівні кисню утрудняють загоєння ран та загострюють формування пілонідальної кісти.
Це захворювання було поширене в армії США протягом Другої світової війни. Більш як 80 тисяч солдатів з цією хворобою потребували госпіталізації. Її називали «Джипове сидіння» чи «хвороба пасажира Джипа», тому що основна частина госпіталізованих пересувались за допомогою Джипів, і вважалось, що довгі поїздки по вибоїстих дорогах спричинювали цей стан через подразнення та тиск на куприк.

## Лікування

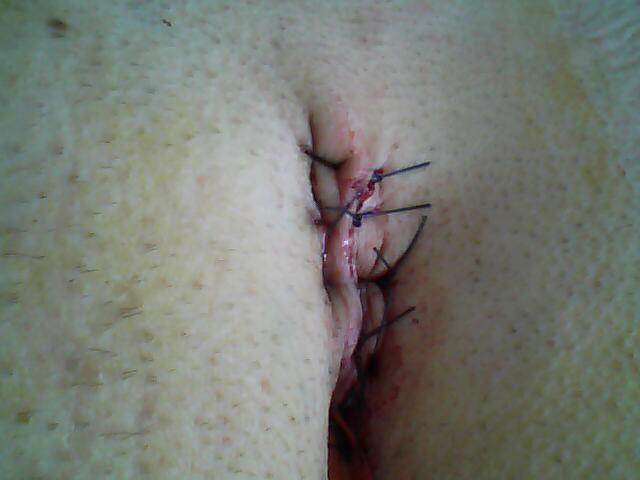
Пілонідальна кіста через два дні після хірургічного втручання

Лікування може включати терапію антибіотиками, гарячі компреси та застосування депіляторних кремів. Проте такі заходи можуть приносити (але не завжди) лише тимчасове полегшення. Лікування епітеліального куприкового ходу нині лише оперативне, оскільки тільки хірургічне втручання дозволяє повністю вилікувати хворого.